# 艾堃
艾堃（1983年—），中国足球裁判，北京体育大学讲师，中超联赛主裁判、国际级主裁判。
艾堃是青岛市市南区台西生人。他早年在青岛第二体育场练习足球，但没有踏上职业足球之路，而是直接考取北京体育大学裁判班。北体大毕业之后，他留校任教。2010年，他开始担任中超联赛主裁判。2016年，他成为国际级主裁判。

## 争议
2020年10月26日，2020赛季中超联赛第二阶段17轮5-8名排位赛，山东鲁能2-2战平河北华夏幸福。最后阶段，山东鲁能球员费莱尼禁区内头球破门绝杀，但主裁判艾堃认定费莱尼推人在先，进球无效。根据事后回放显示，费莱尼这粒进球并没有犯规。有媒体指出，在2018年世界杯上，费莱尼的一个进球几乎与这个进球是一模一样，费莱尼进球的时候甚至直接把对手撞倒了，但是那个进球依然有效。事后中国足协内部认定费莱尼此粒进球为“好球”，从而在山东鲁能队球迷间引起巨大争议。